# Дона Ковачева
Дона (Донка) Ковачева, известна като Комуната, е участничка в националноосвободителното движение в Македония.

## Биография
Дона Ковачева е родена през 1855 година в босилеградското село Паралово, тогава в Османска империя, днес в Сърбия. Отрано остава вдовица. Къщата ѝ в Кюстендил е средище на дейци на Вътрешната македоно-одринска революционна организация. Там се складират дрехи и оръжие за четниците, нощуват нелегални дейци на организацията, оттам тръгват чети за Македония. Гостите на баба Дона се хранят при нея на комунарски начала, някои от тях тя сама превежда през границата. Чести посетители са Даме Груев, Пере Тошев, Яне Сандански, Гьорче Петров и други революционери. През периода 1895 – 1903 година в къщата се помещава щабквартирата на Гоце Делчев. Къщата на баба Дона e възстановена в края на 1970-те и е паметник на културата.
Дона Ковачева умира в 1926 година в Кюстендил.